# 大西祐
大西 祐（おおにし ゆう、1986年12月20日 - ）は、日本の競輪選手。香川県三豊市出身。日本競輪選手会愛媛支部所属。日本競輪学校（当時。以下、競輪学校）第91期生。師匠は高橋正樹（48期）。弟子は三宅真央（山陽オート36期）、佐伯智恵（114期）、北野佑汰（115期）。ホームバンクは松山競輪場。PIST6でのキャッチフレーズは「ダッシュの業師」。

## 経歴
高松工業高等専門学校時代に出場した、2004年のジュニア世界選手権自転車競技大会・チームスプリント（第3走者）において、柴崎淳（第1走者）、菅田壱道（第2走者）とのトリオで2位に入り、銀メダルを獲得。1回戦で記録した47秒110は、250mバンクのジュニア日本記録である（2011年現在）。
2005年に高松高専3年修了中退、柴崎・菅田らと共に競輪学校へ入学。在学中は学業成績でトップとなり、学業優秀賞を授与される。また、卒業記念レースでは3位に入った。
2006年7月6日に松山競輪場でデビューし1着となり、以降も順調に戦績を重ねS級で活躍するようになる。2012年3月には観音寺競輪場で行われた最後の本場開催に出走し、レース後には地元の選手を代表してファンに挨拶を行った。
2020年3月末を以て観音寺競輪場が取り壊されることとなったため、同年2月25日付で日本競輪選手会香川支部から同愛媛支部へと移籍した。

## 人物
数学や物理学を好む理系的な思考で、頭脳的なレース展開を組み立てて考察することを好む。万物は数式で表現できるという数学・物理学の精神を啓蒙しており、いつか競輪の方程式論を見出したいと夢を語る。読書を好み『これが物理学だ!』など専門書も愛読する。